# 坂口裕之
坂口 裕之（さかぐち ひろゆき、1965年8月2日 - ）は、日本の野球選手（外野手）、野球指導者。現役時代は俊足好打の外野手だった。

## 経歴
高鍋高等学校では3年の時、第65回全国高等学校野球選手権大会に出場。一回戦で旭川龍谷高校に10対2で勝ったが、二回戦で水野雄仁らを中心に『やまびこ打線』と呼ばれる強打を誇った池田高校に0対12で敗れている。高校卒業後は明治大学に進み、1年の秋には東京六大学野球リーグ戦に出場して優勝を経験。2年の1985年には秋季リーグ戦で外野手として初のベストナインに選出された。3年秋には再びリーグ優勝を果たし、4年次には主将を任されている。同期に武田一浩、平塚克洋がいた。
1988年に社会人野球の日本石油に入社。同期に秋村謙宏がいた。1年目はチームが都市対抗予選で敗退したものの、三菱重工横浜の補強選手として自身は出場を果たした。1991年には主将に就任し、同年の東京スポニチ大会および日本選手権でチームを優勝に導いている。1992年のバルセロナ五輪では日本代表にチームメイトの徳永耕治や若林重喜、小桧山雅仁らとともに選出されている。同五輪では全試合に中堅手として先発出場し、予選リーグ第2戦の対スペイン戦以降は九番を務めた。打率.292で打線の繋ぎ役となり、巧みな外野守備でチームを支えた。
1993年の都市対抗では決勝戦の対日本通運戦で延長11回に盗塁を決めて決勝点となる得点を挙げ、自身初となる同大会優勝を果たした。翌年に都市対抗は本大会一回戦、日本選手権は予選でそれぞれ敗退し、同年で現役を引退した。1997年に日本石油の監督に就任するが、前年のドラフト会議では川村丈夫、小野仁、高橋憲幸の投手3名と捕手の大久保秀昭が一斉にプロ入りしており、同年から2年間は都市対抗の予選で敗退している。1999年の都市対抗でベスト8まで進み、2000年に都市対抗出場を果たすと同年で監督を引退した。
その後、2003年には第35回IBAFワールドカップをはじめ、第23回アジア選手権や第16回IBAFインターコンチネンタルカップ、第25回アジア選手権などで日本代表のコーチに就いている。また、2006年からはNHKの高校野球の解説者も務めている。解説者としては、穏やかな口調で選手を否定しない解説で、人気解説者の仲間入りを果たしている。
東京2020組織委員会の大会運営局・会場運営担当部長を務める。
2022年7月17日に開催された野球の派生競技・ベースボール5の大会である「第1回 Baseball5 日本代表決定戦」でゲスト解説を務めた。